# Kociołki (Ermland-Mazurië)
Kociołki (Duits: Kotziolken; 1910-1945: Langensee) is een plaats in het Poolse woiwodschap Ermland-Mazurië, in het district Gołdapski. De plaats maakt deel uit van de gemeente Dubeninki.